# Noble M10
La Noble M10 è stata la prima vettura progettata e prodotta dalla Noble Automotive.

## Descrizione
È stata un'autovettura biposto a due portiere costruita nella unica forma convertibile.
Il motore in questione è un Ford V6 aspirato da circa 168 CV per 2,5 litri di cilindrata.
Il cambio è un 5 rapporti.
Il modello è stato ufficialmente introdotto nel 1999, nello stesso anno venne presentata la sua erede Noble M12, così la M10 venne tolta di produzione l'anno successivo.
La M10 in termini di prestazioni e sotto molti aspetti è molto simile alla sua connazionale Lotus Elise, girano voci che la Toyota MR2 modello Spider si sia ispirata proprio a questa macchina.
Le prime due vetture sono state costruite proprio nel garage della casa di Lee Noble marchiate Fenix Automotive.

## Prestazioni
- 0-60 mph (98 km/h) = 5.9 secondi
- 0-100 mph (circa 160 km/h) = 16.9 secondi
- Velocità massima = 219 km/h